# Doña Bárbara (telenovel·la de 2008)
Doña Bárbara és una telenovel·la colombo-estatunidenca produïda per RTI Televisión per a Telemundo i Sony Pictures Television, una de les tantes adaptacions tant cinematogràfiques com televisives de la popular novel·la homònima de l'escriptor veneçolà Rómulo Gallegos. Aquesta versió per a TV va ser adaptada en format de telenovel·la per l'escriptora Valentina Párraga i distribuïda internacionalment per la cadena Telemundo. Va ser protagonitzada antagònicament per Edith González al costat de Christian Meier i Génesis Rodríguez. A Colòmbia, país on es va filmar la telenovel·la, fou presentada per Caracol Televisión en substitució de la sèrie Padres e hijos.

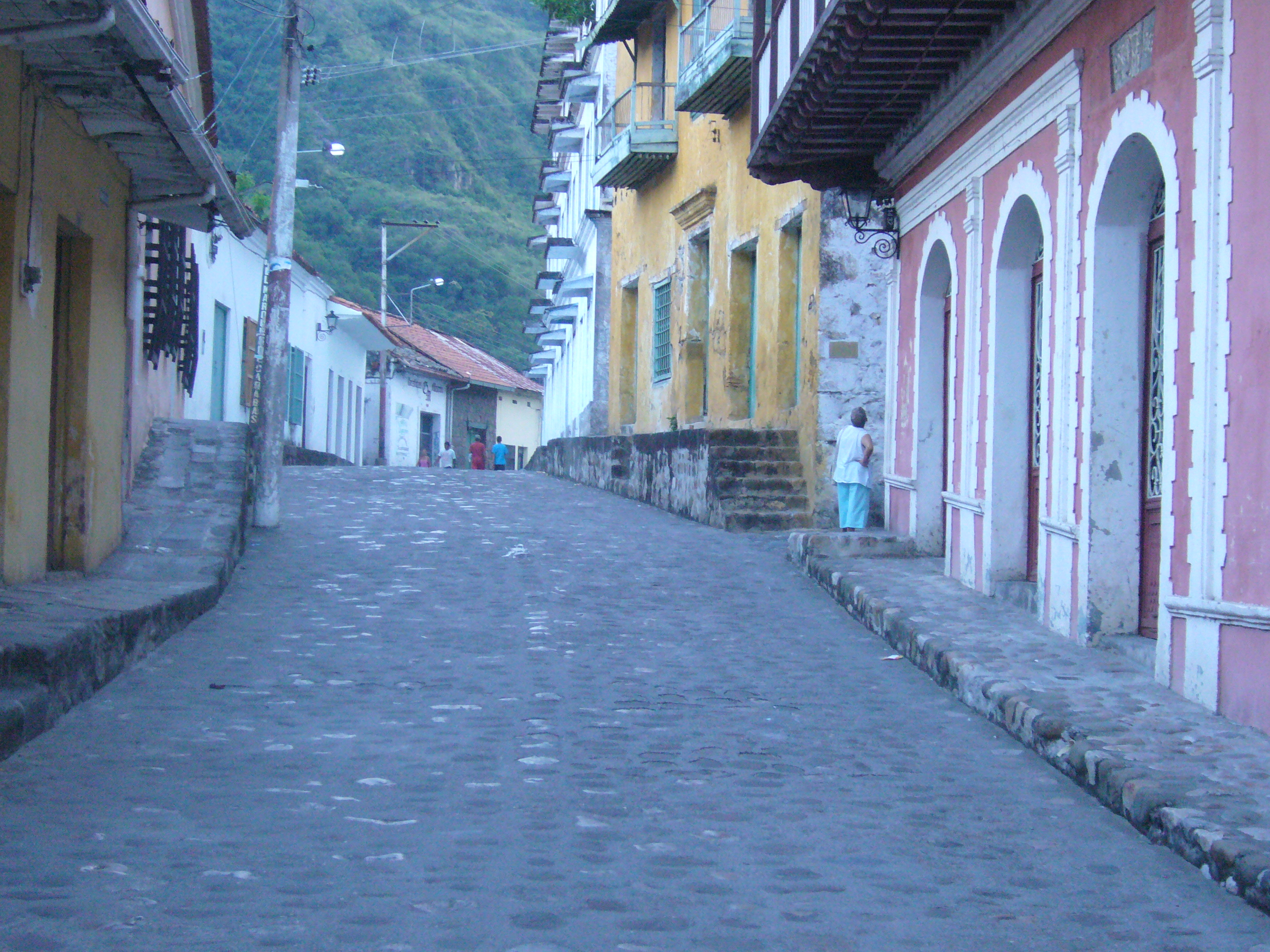
Honda (Tolima) va ser la localització principal de les gravacions de la telenovel·la.

La telenovel·la es desenvolupa als llanos veneçolans específicament a l'estat Apure (encara que va ser gravada a la regió colombiana del Tolima) i narra la trobada entre Santos Luzardo i Donya Bàrbara. Representa el conflicte entre la civilització i la barbàrie. El progrés està representat per Santos Luzardo i l'endarreriment, imposat pel determinisme del mitjà geogràfic, està representat per la resta dels personatges, especialment per Doña Bárbara.

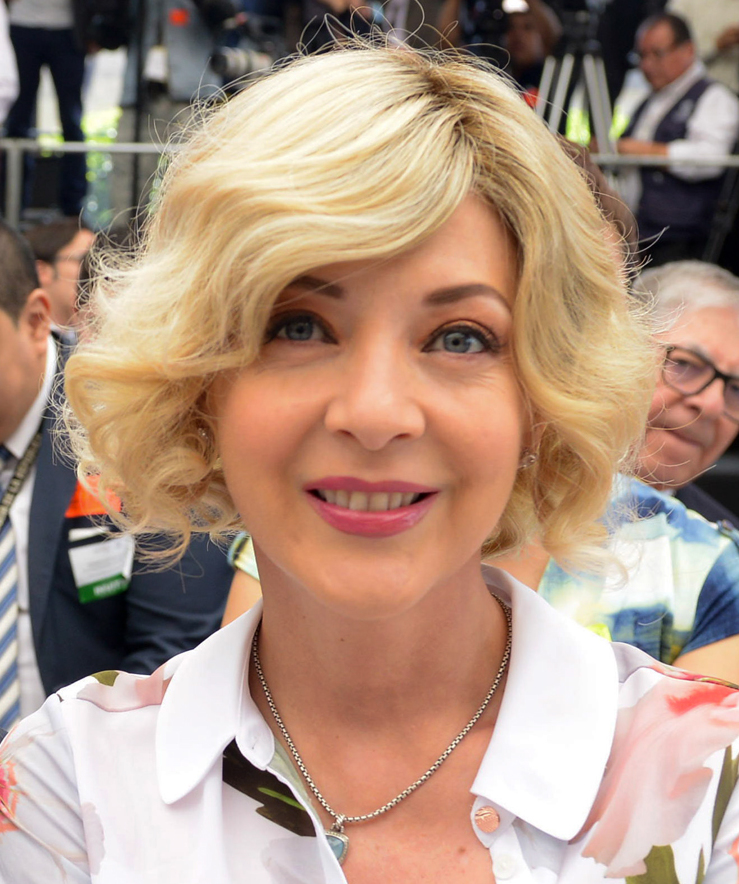
Edith González interpreta al personatge principal de la telenovel·la.

La Telenovel·la va ser transmesa en més de 90 països al voltant del món, incloent Sèrbia, Mèxic, Veneçuela, Equador, Puerto Rico, Brasil, Costa Rica, Hondures, Armènia, Bòsnia i Hercegovina, Croàcia, Moldàvia, Israel, Rússia, Espanya, Macedònia, Bulgària, Japó entre d'altres. Segons la guionista Valentina Párraga, la novel·la captiva als espectadors per tractar-se de la història d'una bella dona amb una actitud bastant fort, que desperta tot tipus d'emocions en el públic llatinoamericà.
Es va estrenar el 4 d'agost de 2008 a les 9pm/8c substituint Victoria però el 20 d'octubre fou traslladada a l'horari de les 8pm/7c. Finalitzà el 22 de maig de 2009 substituïda per Más sabe el diablo. Consta de 191 capítols.

## Sinopsi
Bárbara Guaimarán és una mestissa que viu amb la seva nana Eustaquia i el seu pare a bord d'un vaixell que transporta contraban d'un costat a un altre del Riu Orinoco, per la qual cosa des de molt nena s'ha acostumat al tracte brusc dels homes amb els qui conviu. La seva mare va morir en néixer ella i el seu progenitor no li presta la menor atenció (fins i tot pensava vendre-la a un turc leprós per 300 pesos d'or en una de les illes), però malgrat això Barbarita és feliç perquè compta amb l'afecte d'Eustaquia (qui té el deure de cuidar-la per encàrrec de la mare de Bàrbara, una indígena que va morir en donar a llum) i l'amor d'Àsdrubal, un jove tendre i educat que treballa al servei del seu pare com el seu mestre, i amb qui la noia viu les delícies del primer amor adolescent. No obstant això la seva felicitat és truncada una nit quan els pirates que viatgen amb ells al vaixell, gelosos de la relació dels dos joves, maten al pare de la noia i a Àsdrubal, per a tot seguit violar-la salvatgement entre els cinc i apoderar-se del vaixell. Barbarita és rescatada per Eustaquia i sanada pels indis de la tribu de la seva mare, però després d'aquesta experiència traumàtica el seu caràcter dolç i ingenu no tornarà a ser el mateix.
Amb els indis entra en contacte amb el fosc món de la fetilleria alhora que mostra fàstic i menyspreu pels homes. A través dels anys, aprèn el negoci del comerç fluvial i a moure's entre les xarxes corruptes de la regió. Gràcies a això coneix Lorenzo Baquero, un home adinerat, hereu d'una immensa hisenda, però que degut a un desengany amorós ha abandonat la Universitat i es dedica a abusar de l'alcohol. Guiada pel profund odi que ha acumulat cap als homes, i amb ajuda de l'advocat Apolinar Prieto, decideix conquistar al jove per a després despullar-lo de tots els seus béns. És així com ella es converteix en una poderosa dona. Però queda embarassada i té una filla, Marisela, a la que repudiarà i expulsarà de la hisenda amb el seu pare.
Anys després torna a la regió Santos Luzardo, cosí de Lorenzo, qui decideix fer-se càrrec de Lorenzo, malalt de cirrosi, i de Marisela, criada en un estat semisalvatge. Santos comença a tenir relacions amb Doña Bárbara, cosa que entristeix Marisela, qui és enamorada d'ell. Això enverina les relacions entre mare i filla, que passen per diferents estats. Poc a poc Doña Bárbara aconsegueix venjar la seva violació matant els responsables. Després que ambdues, mare i filla, quedin embarassades de Santos i perdin els seus fills, senten rancúnia l'una per l'altra. Finalment es reconcilien i Santos es casa amb Marisela.

## Repartiment
| Actor / Actriu        | Personatge                                   |
| --------------------- | -------------------------------------------- |
| Edith González        | Doña Bárbara Guaimarán                       |
| Christian Meier       | Santos Luzardo                               |
| Génesis Rodríguez     | Marisela Barquero / Bárbara Guaimarán (jove) |
| Katie Barberi         | Cecilia Vergel                               |
| Arap Bethke           | Antonio Sandoval                             |
| Paulo Quevedo         | Balbino Paiba                                |
| Roberto Mateos        | Lorenzo Barquero Luzardo                     |
| Raúl Gutiérrez        | Coronel Diógenes Pernalete                   |
| Lucy Martínez         | Eustaquia                                    |
| Iván Rodríguez        | Melesio Sandoval                             |
| Martha Isabel Bolaños | Josefa Martínez Aguilar de Mujica            |
| Alberto Valdiri       | Francisco Mujica "Mujiquita"                 |
| Amparo Moreno         | Casilda Bernard                              |
| Lucho Velasco         | Melquíades Gamarra "El Brujeador"            |
| Mimi Morales          | Altagracia Sandoval                          |
| Alejandra Sandoval    | Genoveva Sandoval                            |
| Daniela Tapia         | Gervasia Sandoval                            |
| Esmeralda Pinzón      | Federica Alfonsina Pernalete                 |
| Pedro Rendón          | Carmelo López "Carmelito"                    |
| Gary Forero           | León Mondragón                               |
| Roberto Manrique      | María Nieves González                        |
| Adriana Silva         | Josefina Sandoval                            |
| Bibiana Corrales      | Melesia Sandoval                             |
| Tiberio Cruz          | Juan Palacios "Pajarote"                     |
| Andrés Martínez       | Tigre Mondragón                              |
| Jimmy Bernal          | William Danger                               |
| Andrés Ogilvie-Browne | Juan Primito                                 |
| Gabriel González      | Doctor Baltasar Arias                        |
| Juan Pablo Shuk       | Gonzalo Zuluaga                              |
| Paula Barreto         | Luisana Requena Chacón                       |
| Julián Álvarez        | Cosme Miranda                                |
| Alejandro Tamayo      | Andrés Pardo "El Poeta"                      |
| Herbert King          | Don Encarnación Matute                       |
| Juliana Posso         | Lucía Matute                                 |
| Óscar Salazar         | Maurice Requena                              |
| Marcelo Cezán         | Florencio Reyes "El Quitadolores"            |
| Guillermo Villa       | Padre Pernía                                 |
| Naren Daryanani       | Onza Mondragón                               |
| Sara Ponce            | Carmen Gómez                                 |
| Humberto Arango       | Humberto Chávez "El Sapo" / Fidel Castel     |
| Hernán Méndez         | Diomedes Cabello "Perro de agua"             |
| Hermes Camelo         | José Tancredo Maduro "El Chepo"              |
| Julio Pachón          | Coronel Nicolás Meléndez                     |
| Jáime Correa          | Julián Barreto                               |
| Julio César Herrera   | Apolinar Prieto                              |
| José Luis García      | Oréstes Prieto                               |
| Leonardo Acosta       | Facundo                                      |
| Jorge Alfredo Sánchez | Arcadio                                      |
| Jarviz Pinzón         | Fidelino                                     |
| Julio Sastoque        | Flavio Barbosa                               |
| Jayme Rayo            | Sargento                                     |
| Joseph Abadía         | Policial Acosta                              |
| Inés Prieto           | Leoncia Mondragón                            |
| Alma Rodríguez        | Celeste Mondragón                            |
| Claudio Fernández     | Tony Kennedy                                 |
| Luis Enrique Roldán   | General Requena                              |
| Sebastián Boscán      | Néstor Peracaza                              |
| Óscar Rodríguez       | Genaro Mondragón                             |
| Fernando Corredor     | Juez Cuervo                                  |
| Jorge Alberto Reyes   | Teniente/Capitán Guerrero                    |
| Morris Bravo          | Fausto Borrego                               |
| Abel Coshino          | Raúl                                         |
| Daniel Coshino        | Pablo                                        |
| Gabriel Valenzuela    | Lorenzo Barquero (joven)                     |
| Jencarlos Canela      | Asdrúbal                                     |
| Maritza Rodríguez     | Asunción Vergel de Luzardo                   |
| Luis Mesa             | José Luzardo                                 |
| Javier Alexander      | César Barquero                               |

## Premis i nominacions

### Premis People en Espanyol 2009
| Categoria                   | Persona                          | Resultat   |
| --------------------------- | -------------------------------- | ---------- |
| Millor Actriu               | Edith González                   | Guanyadora |
| Millor Actor                | Christian Meier                  | Nominat    |
| Millor Actor/Actriu Juvenil | Génesis Rodríguez                | Nominada   |
| Sorpresa de l'Any           | Martha Isabel Bolaños            | Nominada   |
| Millor Parella              | Edith González i Christian Meier | Nominats   |

### PremisLa Maravilla
| Any  | Categoria                        | Persona                             | Resultat    |
| ---- | -------------------------------- | ----------------------------------- | ----------- |
| 2009 | Millor melodrama                 | Hugo León Ferrer                    | Guanyador   |
| 2009 | Millor actriu protagònica        | Edith González                      | Guanyadora  |
| 2009 | Millor actriu protagònica        | Génesis Rodríguez                   | Nominada    |
| 2009 | Millor actriu antagònica         | Edith González                      | Nominada    |
| 2009 | Millor actor antagònic           | Paulo Quevedo                       | Guanyador   |
| 2009 | Millor actor antagònic           | Julio Pachón                        | Nominat     |
| 2009 | Millor actuació varonil          | Roberto Mateos                      | Guanyador   |
| 2009 | Millor actuació femenil          | Martha Isabel Bolaños               | Guanyadora  |
| 2009 | Millor revelació estelar femenil | Génesis Rodríguez                   | Guanyadora  |
| 2009 | Millor revelació estelar varonil | Arap Bethke                         | Nominat     |
| 2009 | Millor equip de producció        | Hugo León Ferrer Andrés Santamarina | Guanyadores |

### Premis TP d'Or
| Any  | Categoria         | Resultat |
| ---- | ----------------- | -------- |
| 2009 | Millor telenovela | Nominada |

### TV Adicto Golden Awards
| Any  | Categoria                    | Nominats         | Resultat   |
| ---- | ---------------------------- | ---------------- | ---------- |
| 2008 | Millor vestuari              | Hugo León Ferrer | Guanyador  |
| 2008 | Millor protagonista femenina | Edith González   | Guanyadora |
| 2008 | Millor repartiment           | Hugo León Ferrer | Guanyador  |
| 2008 | Millors localitzacions       | Hugo León Ferrer | Guanyador  |